# 宮負定雄
宮負 定雄（みやおい やすお、寛政9年9月10日（1797年10月29日） - 安政5年9月23日（1858年10月29日））は江戸時代の国学者、農政家。
正しくは宮負佐平貞夫と称す。通称佐平。雅号は亀齢道人。

## 経歴
寛政9年（1797年）9月、下総国香取郡松沢村の世襲名主宮負佐五兵衛定賢の長男として生まれた。父親は文政2年（1819年）、下総を来遊した平田篤胤の門下に入門している 。長男の定雄は、若い頃酒色に身を持ち崩して放蕩し、勘当されたこともあるという。のちに深く反省するところあり、文政9年（1826年）、定雄も父にしたがい篤胤の国学塾気吹舎に入門し、多くの門人を紹介して下総の平田国学の中心として活躍する一方、農業を中心に民衆に向っての教導に尽力した 。
文政9年（1826年）、自らの農耕体験をもとに、50種以上の作物の栽培法・製造法を記した技術書『農業要集』を気吹舎より刊行した。文政11年（1828年）には『草木撰種記』を出版している。これは、33種の植物の雌雄を図によって識別して、雌種を植えれば収量の増加がみられると説いたもので、科学的根拠は別としても優良な種子を選択して栽培する知恵は広く受容された。天保2年（1831年）成立の『国益本論』において定雄は、国益とは天下に道を教えて、人種子 (ひとだね) をふやすことが第一であるとして、堕胎の悪しき習慣をやめて人口増加をすすめ、人々を生産労働に従事させることが肝要であると説いた。他に、『農家暦』、『万物牡牝考』、農民の心得を説く『民家要術』などを著している。父をついで松沢村の名主を勤めたが早く辞め、上述の著作を多数おこないながら、東総の荒廃する農村の復興に心をくだいた。後年は各地を放浪し、晩年には幽冥界への関心を深めた。安政5年（1858年）9月死去。62歳。
定雄が詠んだ歌に次のようなものがある。
- 御田（みた）作る　青人草（あおひとぐさ）は　あし原の　みずほの国の　本つ御民ぞ

## 幽冥界への関心
気吹舎入塾のそもそもの切っ掛けは、当時下総国学の指導者であった父親の敬神崇祖の姿にうたれ、文政9年（1826年）3月平田門の気吹舎塾を訪ね入門誓詞を篤胤に提出したことによる。この頃には数多の書林を紐解き勉学と研究に打ち込んでおり、定雄の熱意と見識を頼もしく感じ取った篤胤の好意と推薦とにより、自著を塾より出版する許可を得ている。以来しばしば江戸を往来して平田門に出入し、師である篤胤の謦咳に接するとともに、師の書かれた貴重な書物などは借覧して筆写し、以前にも益して著述に専念し幽冥の研究や農業種芸の世界に没頭して行く事になる。
定雄は29歳の折りに平田塾に入門し篤胤と邂逅したが、当時の篤胤は五十路を迎え、その前年には古史の神代巻解釈がほぼ完成しており、また幽境や隠れ里、前世物語や再生譚、妖怪ものなどの不可思議な現象や異界に対する研究も一段落していた。つまりこの時期は篤胤学の分岐点でもあったのである。これから更に神仙思想を敷衍した、道教の玄学思想に関心を示し、玄学に関する著述を数多物すことになる。時節柄最も篤胤が学問的に脂の乗った時期であり、カリスマ的神憑り的な師の存在は、定雄にとって計り知れない影響力があったと推察される。この時節に同門の門弟菅原道満こと生田万も師の指し示す道は、皇神の道であり師の教えこそは神仙の道だと断言している。
平田家秘蔵篤胤自筆の「道統礼式」には玄学伝授の詳細が書かれており、一部の選ばれた弟子達には秘かに三皇符、九老仙都、古本五岳真形図、長生符　六甲通霊符　真一成真の伝　久延彦祭式　山客神訣　神図他神仙色の強い玄学教義書を伝授した。
宮負も神道の本質が古道の奥に流れる玄学にある事を開眼し、やがてその思いは、紀州若山の島田幸安の存在と弟子の参澤宗哲の思想に結びつくことになる。では何ゆえに定雄と参澤が紀州若山で邂逅する事が実現したのか。その経緯については神界物語最終巻の序後に詳細に本人が語っているので、郷土史資料、旭市史第2巻近世北部史料編・(特殊資料・下総国学資料ニ)下総国学の交流より一部抜粋させてもらうことにする。

### 寺澤立敬との邂逅
寺澤立敬とは藤原阿支羅とも称す紀州藩士の参澤宗哲のこと。参澤は天保11年（1840年）の初頭に本居内遠の門に入り、同年8月1日に内遠の紹介状を持参して篤胤の主催する気吹舎塾に入門し門人となる。篤胤晩年の弟子の一人である。参澤は平田家に入門する以前に玄学や仙伝に描かれた神仙の道に深く興味を抱き、漢籍などにも通じていたとのこと。入門から4年、篤胤翁の逝去後には地元紀州の地において桃乃舎なる塾を主催し、篤胤が提唱した古道の教授にあたるとともに玄学の普及に努めた。
若き頃より神仙道に興味を抱いていた参澤は道家尊崇の的である、仙家伝来の五嶽図に大変興味を抱いており、師篤胤が蒐集した数多の五岳図やその施行法などを記した五岳真形図説に補足を加え「五岳真形図正偽辨」という書物を書き表している。参澤が師匠の島田幸安から口授された神界物語の中において、「私嘉永4年9月5日に某人により内密の取り計らいにより五岳図を拝借して、一夜の中に写し取り拝戴し所持しているが、首題文は欠落の為に平田宗家より、其の部分を閲覧させて戴き模写した」と述べている。この時期、参澤は塾生達のために、「学生訓」「神拝詞」「学聖祭式」「御諭文」「撰名式」「古学聖御行状略記」「古道一座談」「設像辨」他を著し、師篤胤の古道学の啓蒙に努めると共に神仙道教義を中心とした著作活動を行っている。次第に塾も頭角を現し門人も増え、嘉永5年（1852年）には鈴木重胤が、翌年の7月15日には、平田学を継承した鐵胤が、参澤宛に願文を送っている。後に鐡胤本人も紀州の幸安の元を訪ね、平田家伝来の五岳図の真偽を確かめるべく師仙に質問致しているが、幸安の師の託宣によれば、此の図は中国宋代以降のものであり、後世のつくりものであると助言され、前生のことや杉山山人の図に関することも託宣を受けている。
これらの言葉をすっかり信用した鐵胤ではあったが、郷里に戻るやいなや、出る杭は打たれるという例えがあるように、参澤の恩師でもある本居学派の内遠より書簡が届き、その文面に依れば、参澤の提唱する幸安の口授による「神界物語」の内容に異議を申し立てており、二人の関係は最悪の状態となった模様を報告している。内遠より届けられた書簡内容により諭された鐵胤もさすがに深く反省して、平田宗家としての立場を熟慮の末に決断を下し、ついには参澤の著作類をすべて焚書して平田門下より放門される事となる。追放された参澤明が以後どのようになったのかは資料が遺されていないので判然としない。ただ言える事は、平田門下の逸材の一人下総国の宮負定雄が、安政4年（1857年）5月に参澤の手になる『神界物語』の後序を認めているという事は気吹舎塾からの追放であって、さしたる処分ではなかったようだ。
安政5年（1858年）に宮負の著作の序文を参澤が書いていることから、紀州では参澤の桃之舎塾は少なくとも安政4年〜5年までは存続していたと言うことになる。これ以後の消息は不明である。

### 杉山山人の御肖像図掛け軸
仙境異聞の中で篤胤が質疑した高山寅吉の話によると、彼を幽冥より指導されたる師の名「…杉山々人高根命と称す神に坐ましければ、其の神の御肖像を画きて掛軸に表装し拝み祭らまほしとて遥かに神にも願まほせしかは、御免の兆も見えにしままに文政6年巳の歳寅吉十六歳にて彼神の御姿拝奉りて覚えし儘を物語るを、御形として門下の芦澤洞栄翁七十三歳にて正眼に拝みし事なく寅吉か語るまにまに画きたるに、奇しきまでに御姿の儘肖像は出来にける」この尊図の副図を絵師でもある芦澤翁の弟子の一人に画かせて弟子がこの真図を秘蔵していたらしいが、富める商人のその弟子は、しばらくして何故か身を持ち崩し、挙句の果ては金子に困り果てて某書肆にこの真図も一緒に処分したらしい。
天保7年神無月に下総から平田塾に往く旅の途中に、宮負がたまたまこの書肆に立ち寄ったら、その店に、杉山山人の軸が掛っており大事なものであるが故に、購って平田宗家篤胤の元に持参した。
平田はこの尊図の経緯をよく知っており「其の売りたるは昨日今日の事なるべし、然るに此の広き大江戸の幾千万の人の中に人こそ無かれ汝下総の宮負定雄か手に渡りて吾家に持ち帰りしは実に神の御心にて汝に授け給へるならん、家に持往き守り神と斎き祭れ」と語った。これ以後、定雄は師の言葉通りに嘉永7年迄の19年間持ち伝えていた。
その年の春、ある知人の一人から、神仙に遣われて幽界に往来する紀州若山の島田幸安の存在を聞かされる事となる。その童子の話によると、「大江戸の平田宗家に伝わる杉山山人の肖像図は、現界に留め置く事は叶わず即刻処分すべきものである」とのこと。この話を知人より聞かされた宮負は感じ入る事もあったようだが、それからしばらくして宮負の手元にあった掛軸は紛失してしまう事になる。実に不可思議に感じた宮負はその真偽を確かめるために、紀州若山の島田幸安の元に訪問する決心を固めたと言われている。
(旭市史第2巻　神界物語後序845頁より一部抜粋す)
宗家の鐵胤と島田幸安の弟子参澤との間の確執や軋轢については、それとなく耳にしていたが、定雄は熟慮の末に意を決して若山に出立する事にした。
長旅の末にようやく紀州西瓦町の島田幸安の自宅を探り当てる事が出来たが、時既に遅く幸安は所在不明となっていた。
落胆したが、桃乃舎塾主催者の参澤と邂逅し百年の知己を得た思いを抱く。
此処で幸安口授の神界物語第1巻と第2巻を筆写する。
参澤の人柄も平田門下で噂されるものとは随分と違っており、早速参澤に依頼して入門の誓詞を託し、この日を境に互いに信頼し尊敬し合って交流を続けることとなる。
神界物語の口述筆記された残りの18冊も、参澤から何度かに分けて送り届けられて、そのお礼に定雄は最終巻の後序文を認めた。
下総の宮負家には、当時参澤から秘かに伝授を受けた五岳真形図や清浄利仙君真筆の神品、仙界秘図や秘伝書類参澤の著述や蔵書の一部他数多の資料が末孫の手によって保管されていると聞く。

### 冥界に関する著作など
「神界物語後序」「幽現通話」「民家要術」「奇談雑史・奇談雑史次編」「大神宮霊験雑記」「国益本論」「万物牡牝考」「天地開闢生殖一理考」「富草」「蔵六石・蔵六集」「吾嬬めぐり」「農家暦」「農業要集」「農業百首」「草木撰種録」「貧富正論」「地震道中記」「地震用心考」「疱瘡疫病除冨草考」「野夫拾遺物語」「下総名所図絵」などがあり高い評価を受けている。
紀州の神仙・島田幸安とは直接の交流はなかったが、心情的影響を受けた。その縁によって平田門下でもあった幸安の弟子の三澤宗哲明とは刎頚の交わりを終生続けた。
幸安の手になる神々の真筆図や幽真秘録、宗哲が描いた仙境絵図を初め当時互いの自著や珍しい書物類の交換なども致しており、後に宮負は幸安の口授で三澤が神界の有様を聞き書きして記録した神界物語全20巻の後序の依頼を受けて、物している。
定雄は雅号を亀齢道人と称し、奇石などの蒐集家でもあったようだ。